# Мицелий

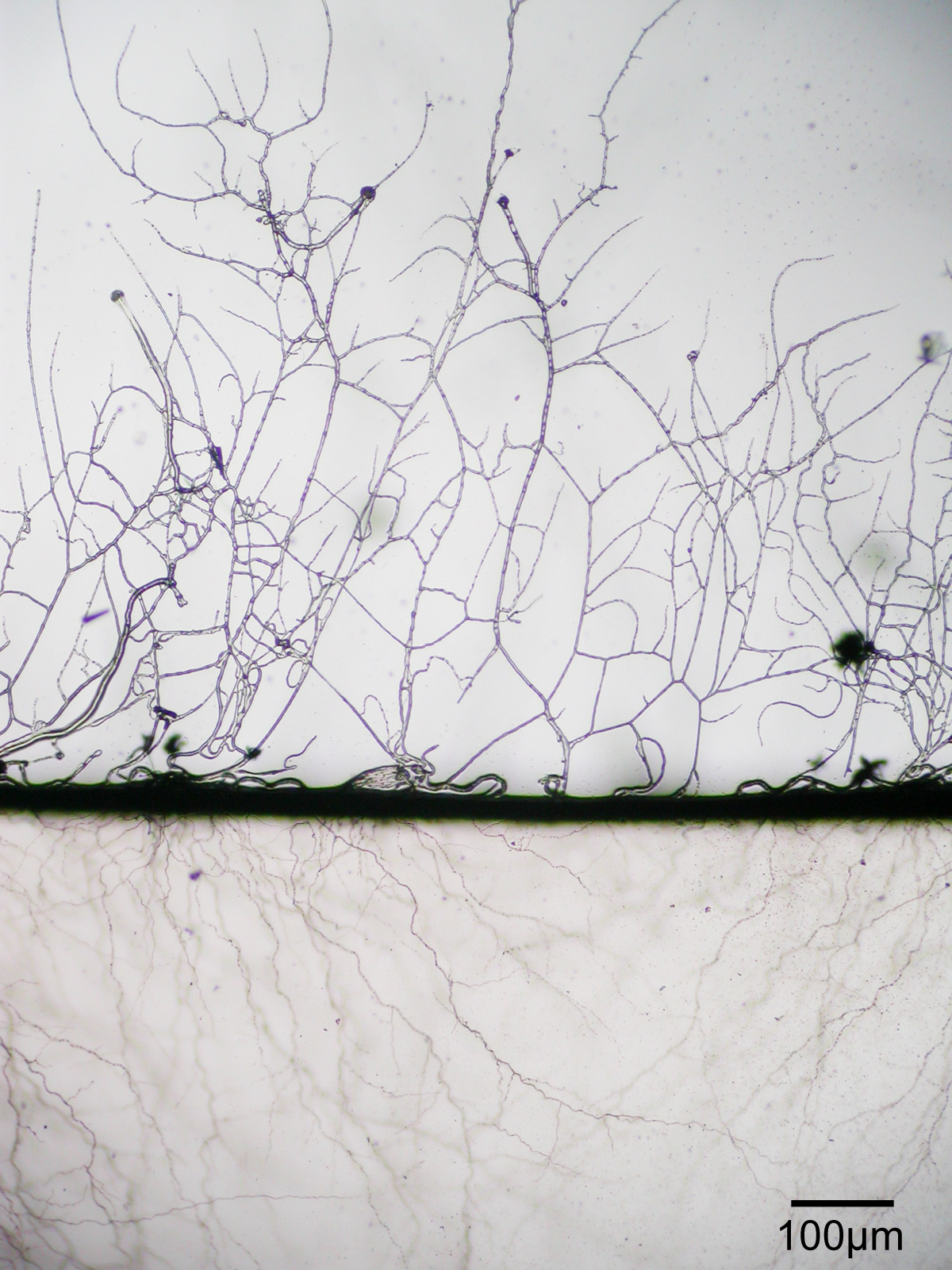
Мицелий чёрного аспергилла под микроскопом

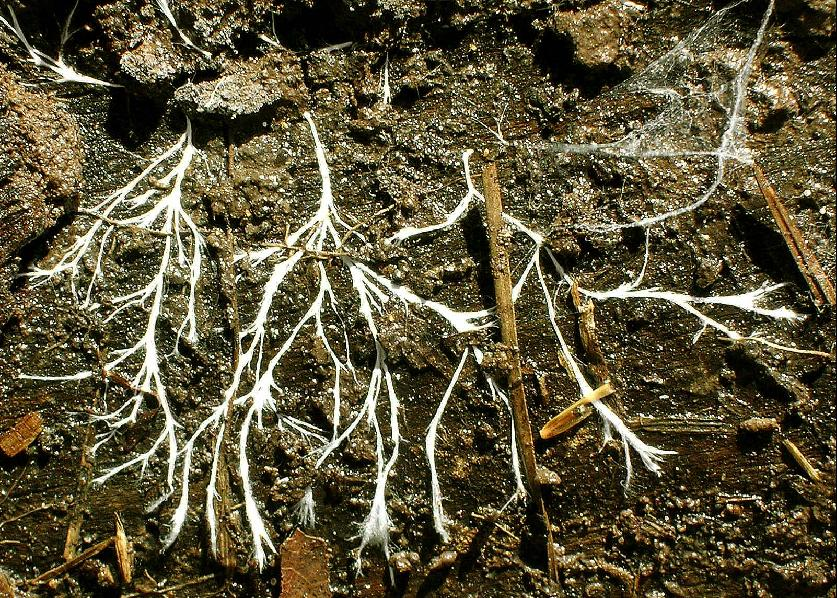
Мицелий неизвестного гриба под бревном

Мице́лий, или грибни́ца (лат. mycelium) — вегетативное тело грибов и актиномицетов (некоторые исследователи, подчёркивая бактериальную природу актиномицетов, называют их аналог грибного мицелия тонкими нитями), состоящее из тонких (1,5—10 мкм толщиной у грибов и 0,5—1,0 мкм у актиномицетов) разветвлённых нитей, называемых гифами. Развивается в субстрате и на его поверхности.

## Строениегиф
Рост мицелия происходит апикально (только в вершине). У грибов различают неклеточный (ценотический) мицелий, лишённый межклеточных перегородок и представляющий собой огромную клетку с большим количеством ядер (характерен для зигомицетов), а также клеточный (септированный), с наличием межклеточных перегородок (обозначаются термином септы) и одного либо многих ядер в отдельной клетке. Мицелий актиномицетов не имеет ядер и может как разделяться на отдельные клетки, так и оставаться единым.
Септы могут быть с простыми и сложными порами. Простые характерны для аскомицетов. Сложные поры часто сопровождаются  пряжками — крючкообразными выростами возле септ, соединённых с одной клеткой и подходящими к соседней. В таком случае клетка имеет два ядра и мицелий гриба называют дикариотическим. Он характерен для аскомицетов и базидиомицетов. Пряжки играют важную роль при делении клеток.

## Формы мицелия
- Плёнки — плотные плоские сплетения гиф различных размеров, толщины, светлых оттенков, служащие для прикрепления к субстрату. Разрушают ферментами целлюлозу и поглощают её.
- Шнуры — сросшиеся нитевые гифы гриба. Обеспечивают прикрепление к субстрату и распространение гриба. Бывают коротко разветвлённые или длинные сильно разветвлённые.
- Ризоморфы — мощные шнуры до 5 метров, состоящие из тёмных плотных наружных нитей гиф и внутренних светлых рыхлых шнуров.
- Ризоктонии — тонкие воздушные шнуры. Служат для прикрепления и распространения.
- Склероции — очень плотные сплетения гиф. Содержат много нитевидных ветвлений. Часто склероции образуются из плодоношения гриба. Служат для облегчения перенесения неблагоприятных условий.
- Стромы — плоские плотные срастания с тканью растения хозяина. Служат для сохранения спор гриба.
- Плодовое тело — служит для образования спороношения гриба.

### Плодовые тела
Плодовые тела базидиомицетов образованы ложной тканью плектенхимой, состоящей из густо переплетённых гиф мицелия и отличающейся от настоящей ткани тем, что настоящая формируется при делении клеток в трёх направлениях, а ложная — в одном. У базидиомицетов мицелий часто многолетний, у других грибов — однолетний.